# Speed (film)
Speed is een Amerikaanse actiefilm uit 1994 geregisseerd door Jan de Bont. De hoofdrollen worden vertolkt door Keanu Reeves, Sandra Bullock en Dennis Hopper.
Het verhaal gaat over de strijd tussen de bommenleggende afperser Howard Payne en de S.W.A.T.-agent Jack Traven. 
De film werd door het publiek goed ontvangen en bracht in totaal $350.448.145 op. Hiervan kwam zo'n 34,6% uit de Verenigde Staten: $121.248.145. Bij verschillende filmprijzen kreeg de film 29 nominaties. Hiervan werden er 14 gewonnen, waaronder twee Oscars.

## Verhaal
Afperser Howard Payne (Dennis Hopper) heeft een aantal bommen aan een lift in een kantoorgebouw bevestigd. Hiermee kan hij de staalkabels met behulp van explosieven laten knappen, waardoor de lift naar beneden zal storten, als de gemeente hem niet een groot geldbedrag overhandigt. Het inderhaast gearriveerde S.W.A.T.-team van Los Angeles met de agenten Harry (Jeff Daniels) en Jack (Keanu Reeves) probeert de in de lift opgesloten mensen te bevrijden. Ze besluiten de lift te zekeren met de kabel van de hijskraan op het dak, zodat de lift niet meer kan vallen en ze zonder risico de mensen in de lift kunnen bevrijden. 
Payne merkt dat de politie met een reddingspoging bezig is en laat de explosieven ontploffen, waarna de lift naar beneden stort. De kraan blijkt niet sterk genoeg te zijn om de lift tegen te houden en stukje bij beetje zakt de lift omlaag. Net op tijd weten Jack, Harry en andere agenten de mensen te bevrijden, voordat de lift omlaag stort. 
De politiemannen komen erachter dat Payne zich in een goederenlift in hetzelfde gebouw bevindt. Bij een poging hem te arresteren wordt Harry door Payne gegijzeld. Jack schiet daarop Harry in zijn been, zodat Payne zijn gijzelaar niet mee kan nemen. De afperser vlucht en laat een bom ontploffen, waardoor Jack hem niet kan achtervolgen. Men gaat ervan uit dat Howard Payne is omgekomen en kort daarop worden Jack en Harry geëerd voor het redden van de liftpassagiers.
Een tijd later ontploft voor Jack Travens ogen een passagiersbus met daarin enkel de chauffeur. Meteen daarna wordt hij gebeld via een nabije openbare telefoon. Howard Payne blijkt nog te leven en wil nog steeds geld zien. Er blijkt een bus met nummer 2525 rond te rijden met een bom die wordt geactiveerd als de bus boven de 50 mijl/uur gaat rijden. Als deze bus na de activatie van de bom onder de 50 mijl/uur gaat rijden, zal de bom ontploffen. 
Traven haast zich naar zijn auto en gaat op zoek naar de betreffende bus. Ook licht hij zijn collega's bij de politie in, die een onderzoek beginnen naar de identiteit van de dader. De bus rijdt inmiddels – met de nog niet geactiveerde bom – op de Interstate 105, maar vanwege de drukte daar schiet het niet op. Dit geeft Traven de kans om bij de bus in de buurt te komen. Op een gegeven moment stapt hij uit en rent hij naar de bus. De buschauffeur denkt echter dat Jack naar binnen wil, en gaat harder rijden omdat "er hier op de snelweg geen halte is". De passagiers en de chauffeur hebben nog geen weet van de bom en maken zich dus geen zorgen. 
Jack Traven houdt een auto aan om de bus in te kunnen halen. De bezitter van deze auto (Glenn Plummer), een Jaguar, is niet bepaald gelukkig met zijn passagier, maar werkt onder protest wel mee met de politieman. Nadat de buschauffeur na herhaalde waarschuwingen vanuit de naast hem rijdende auto nog niet heeft begrepen dat er een bom onder de bus zit, laat Traven de bestuurder van de Jaguar een briefje zien waarop staat dat er een bom aan boord is. De buschauffeur heeft het nu eindelijk begrepen en mindert langzaam vaart. Traven ontdekt dat ze al boven de vijftig rijden, waardoor de bom inmiddels is geactiveerd. Hij weet de chauffeur net op tijd duidelijk te maken dat de bus niet langzamer mag gaan rijden. Vanuit de Jaguar springt hij daarna over naar de bus. Een van de inzittenden denkt dat Traven hem komt oppakken en richt zijn pistool op de politieman. Terwijl Traven de man probeert te kalmeren probeert een andere passagier het wapen af te pakken. In de worsteling gaat het pistool af en wordt de chauffeur geraakt. Annie (Sandra Bullock) neemt snel het stuur over en besluit de bus te blijven besturen.

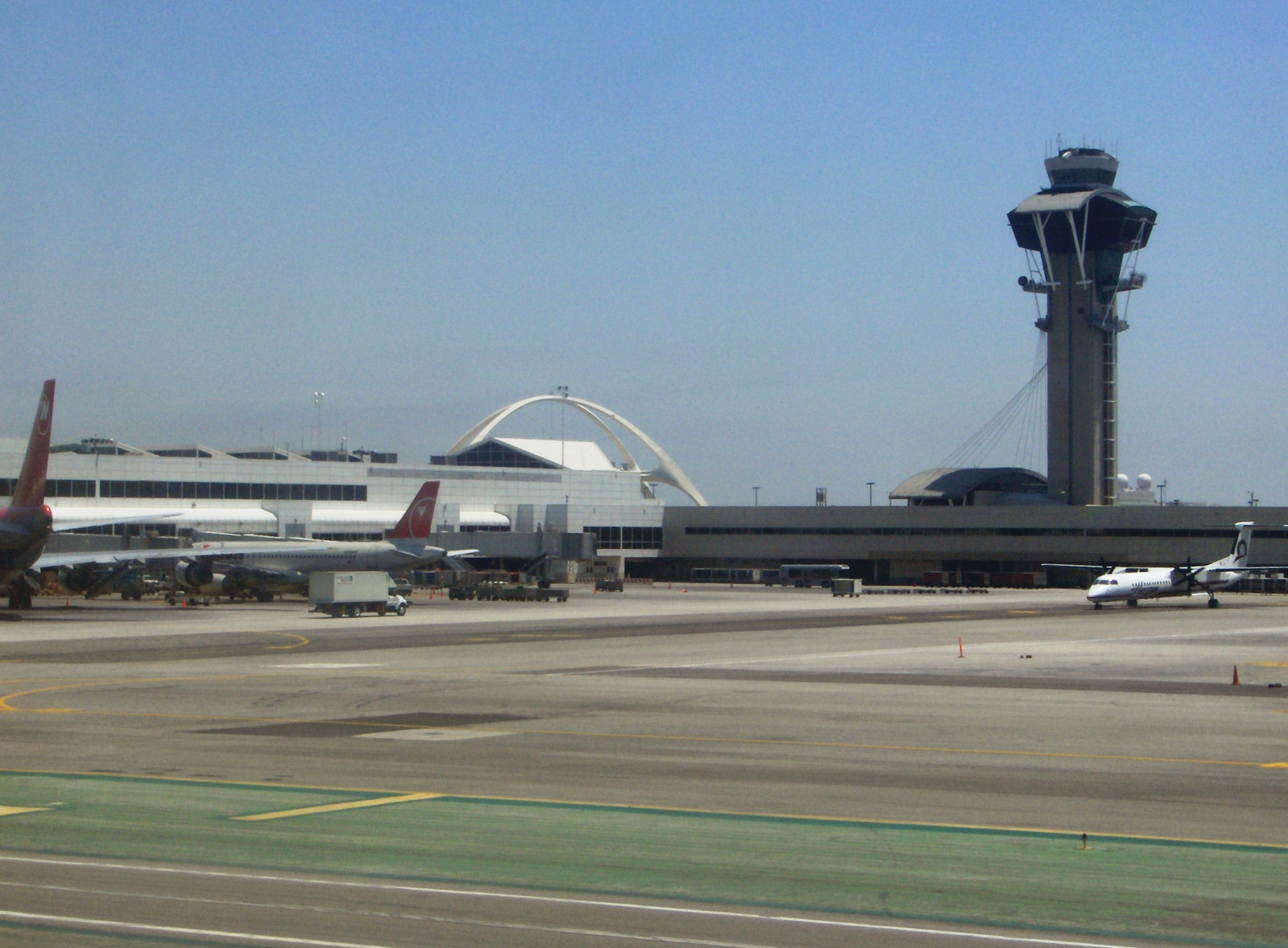
Los Angeles International Airport, de locatie waar Traven de bom onschadelijk probeert te maken.

Nadat de politie de bus naar een lege snelweg heeft begeleid, kunnen plannen worden gemaakt om de passagiers te bevrijden. Er wordt een vrachtwagen met lange oplegger naast de bus gereden, maar Jack weet dat de afperser de bus via de televisiehelikopters in de gaten houdt en de bom zal laten afgaan als passagiers de bus verlaten. Op aandringen van Jack mag uiteindelijk wel de gewonde chauffeur de bus verlaten, maar als een bange vrouw (Beth Grant) ook probeert de bus te verlaten, laat Payne een bom afgaan. De vrouw valt op de snelweg en wordt door de bus overreden. 
De stemming in de bus verslechtert en de passagiers beginnen zich aan elkaar te ergeren. En het wordt nog erger als Traven het bericht krijgt dat verderop een wegdeel van zo'n 15 meter ontbreekt. Traven heeft geen andere keus dan te proberen om met de bus over het gat te springen: hij laat Annie het gaspedaal zover mogelijk indrukken en wonder boven wonder lukt de sprong. 
Traven beseft dat ze de snelweg moeten verlaten om verdere gevaarlijke situaties te vermijden en stuurt Annie naar LAX, de luchthaven van Los Angeles. Hiervoor heeft hij twee redenen: er is genoeg ruimte om de bus op snelheid te houden en omdat hier geen nieuwshelikopters mogen vliegen kan hij ongezien proberen de bom onschadelijk te maken. De bom onschadelijk maken lukt niet, maar Traven ontdekt wel een verborgen camera in de bus, waarmee Payne hen in de gaten houdt. Nadat Jack een technicus van een ter plaatse zijnde tv-ploeg heeft gevraagd om het filmpje gedurende een minuut op te nemen, en in een herhaling uit te zenden, kunnen alle passagiers worden bevrijd zonder dat Payne dit in de gaten heeft. Uiteindelijk kunnen Jack en Annie vluchten via het luik in de vloer van de bus, waarna de bus vervolgens stuurloos rondrijdt en vaart mindert. De bus komt vervolgens met een vaart van 50 mijl/uur tot stilstand tegen een vliegtuig waarna beiden exploderen.
De jacht op Payne is nog niet ten einde, want de politie heeft zich inmiddels opgesteld bij de plek waar het geld moet worden overgedragen aan Payne. Deze houdt de overdrachtplaats in de gaten en ziet hen dus. Door een kleine overgangsfout in het filmpje ontdekt hij tevens dat de buspassagiers al lang ontsnapt zijn. Hij weet echter Annie te gijzelen en vlucht met haar de metro in. 
Op het dak van de metrotrein weet Traven, die aan de hand van een zender in de geldkoffer Payne achterna is gerend, Payne in een handgevecht uit te schakelen: diens hoofd raakt een seinbord bovenaan de metrotunnel, waardoor hij onthoofd wordt. Annie is inmiddels door Payne met handboeien vastgezet in de metro en het lukt Traven niet haar te bevrijden. De remmen van de metro werken niet meer, waarop Traven besluit om de snelheid op te voeren in een poging de trein te laten ontsporen. Het metrostel stormt een stuk baan op dat nog niet gereed is, vliegt bovengronds de weg op en komt honderden meters verder tot stilstand. Er is niemand gewond en na alles wat ze samen hebben mee gemaakt, krijgen Jack en Annie een relatie.

## Rolverdeling
| Acteur            | Personage         | Opmerkingen |
| ----------------- | ----------------- | --- |
| Hoofdrollen       |                   | |
| Keanu Reeves      | Jack Traven       | Traven komt voor als een stoere en behulpzame agent die er alles aan doet om de situatie te redden. |
| Sandra Bullock    | Annie             | Annie is een vrolijke, ietwat neurotische vrouw die meteen aanbiedt om te helpen. Dit doet ze door de hele rit de bus te besturen. |
| Dennis Hopper     | Howard Payne      | Payne is de psychopathische bommenplaatser. Hij heeft de controle over de situatie en houdt de bus continu in de gaten. Jack Traven probeert hem uiteindelijk uit te schakelen. |
| Bijrollen         |                   | |
| Joe Morton        | McMahon           | McMahon is de leider van het politieteam en heeft een goed woordje over voor Jack Traven, een van zijn beste collega's. Hij komt met allerlei ideeën en staat Jack terzijde als de mensen worden bevrijd.                                                                            |
| Jeff Daniels      | Harry             | Harry is de collega van Jack en staat hem tijdens het lift-incident bij. Als Jack op de bus zit, onderzoekt Harry wie de bommenplaatser is en hoe ze hem kunnen uitschakelen. |
| Hawthorne James   | Sam               | Sam is de buschauffeur die uiteindelijk wordt neergeschoten. Bloedend mag hij uiteindelijk de bus verlaten. Hoe het met hem afloopt wordt verder niet bekendgemaakt. |
| Carlos Carrasco   | Ortiz             | Ortiz is een stevig gebouwde man die mee reist in de bus. Hij biedt zijn hulp aan als dit nodig is en houdt orde op zaken als er ruzies dreigen te ontstaan. |
| Alan Ruck         | Stephens          | Stephens is een verveelde en irriterende passagier die erop uit is om anderen te plagen. |
| Beth Grant        | Helen             | Helen is de vrouw die uiteindelijk ook uit de bus wil worden bevrijd, tegen de regels van Howard Payne in. Daarom laat hij een bom afgaan waardoor ze op de weg terechtkomt en wordt overreden door de bus.                                                                          |
| Glenn Plummer     | Maurice           | De bestuurder van de Jaguar moet ineens plaatsmaken voor Jack Traven omdat hij met spoed de bus moet inhalen. Verbaasd en paniekerig omdat hij zijn auto graag mooi wil houden, probeert hij Jack te helpen om de buschauffeur duidelijk te maken dat er een bom onder zijn bus zit. |
| David Kriegel     | Terry             | Buspassagier. |
| Natsuko Ohama     | Mrs. Kamino       | Buspassagier. |
| Daniel Villarreal | Ray               | Buspassagier. |
| Margaret Medina   | Officier Robin    | Collega van Harry en Jack. |
| Richard Lineback  | Brigadier Norwood | Collega van Harry en Jack. |

## Prijzen en nominaties
De film won in 1995 in totaal 14 filmprijzen uit 29 nominaties. Speed won Oscars in de categorieën "Beste geluid" en "Beste geluidseffectbewerking", en daarnaast een Oscar-nominatie in de categorie "Beste montage".
De film ontving verder onder andere vijf MTV Movie Awards, namelijk in de categorieën "Beste actiescène" (voor de explosie op het vliegveld), "Beste vrouwelijke optreden" (Sandra Bullock), "Beste filmduo" (Sandra Bullock en Keanu Reeves), "Beste schurk" (Dennis Hopper) en tot slot "Meest aantrekkelijke vrouw" (Sandra Bullock).
Sandra Bullock won een Saturn Award in de categorie "Beste actrice". Nominaties in deze categorie vielen in de categorieën "Beste actie/avonturen/thriller-film" en "Beste regie" (Jan de Bont).
Ook won Speed twee BAFTA Awards in de categorieën "Beste montage" en "Beste geluid". Een nominatie voor deze prijs viel in de categorie "Beste special effects".
Op Rotten Tomatoes krijgt de film een waardering van 93% "fresh", wat betekent dat 93 procent van de personen die gestemd heeft, de film waardeert.

## Achtergrond

### Productie
Speed was het regiedebuut van Jan de Bont (1943), die daarvoor als cameraman films maakte met onder andere Paul Verhoeven (Turks Fruit, Basic Instinct), Zucker, Abrahams en Zucker (Ruthless People), John McTiernan (Die Hard, The Hunt for Red October) en Ridley Scott (Black Rain). 
Joss Whedon verbeterde het scenario van Graham Yost; dit was een van de weinige keren in zijn schrijverscarrière dat zijn bijdrage daadwerkelijk gebruikt werd. Bijna alle gebruikte dialoog in Speed is door Whedon geschreven en hij heeft enkele belangrijke plotwendingen bedacht. Dit was enigszins noodzakelijk omdat hoofdrolspeler Keanu Reeves weigerde mee te spelen vanwege het feit dat het scenario – volgens hem – te veel op dat van Die Hard uit 1988 zou lijken. In die film, waarvoor de Bont het camerawerk verzorgde, speelde Reeves overigens zelf niet mee. De door de Writers Guild of America aangewezen schrijver Graham Yost vertelde in een interview in 2003 dat Joss Whedon 99,8% van de dialoog van Speed geschreven heeft. Graham Yost wilde de film eigenlijk op het vliegveld laten eindigen. Naar zijn mening was het gedeelte in de metro iets te veel van het goede.

### Acteurs
Jeff Bridges, Johnny Depp en Tom Hanks werden benaderd voor de hoofdrol. Omdat zij niet mee wilden werken, besloten de filmmakers om de rol van Annie de hoofdrol te maken. Zowel Halle Berry als Winona Ryder wilden geen medewerking verlenen omdat het scenario hen niet aanstond. Nadat Keanu Reeves was vastgelegd, zochten de producenten niet verder naar een vrouwelijke hoofdrolspeelster. Na een aanbeveling van producent Joel Silver, bekend van onder andere Die Hard en Lethal Weapon, zou Sandra Bullock uiteindelijk de rol van Annie vertolken.
Ed Harris werd gevraagd om de rol van Jacks collega Harry te vertolken, die in het oorspronkelijke scenario de bommenplaatser zou zijn. Uiteindelijk besloot Harris de rol niet aan te nemen en tekende Jeff Daniels voor de rol. Het personage Harry werd volledig herschreven: hij zou in de nieuwe versie een collega van Jack worden, omdat de makers meenden dat het publiek een dergelijke karakterverandering (collega van Jack wordt gemene bommenplaatser) niet zou waarderen.

### Effecten

Interstate 105 (rood), de filmlocatie voor de snelwegscènes.

Een van de bekendste scènes in de film is waar de bus over het gat in de weg "vliegt". Bij deze hellende afrit werden namelijk nog werkzaamheden uitgevoerd en was een weggedeelte nog niet geplaatst. Omdat beide zijden van het gat een gelijke hoogte hebben, is een sprong met een bus zoals die in de film te zien is in werkelijkheid onmogelijk. Volgens de "Making of..." van de uitgebrachte dvd werd voor de stunt een schans gebruikt waardoor de bus ook daadwerkelijk een sprong kon maken. Er zaten echter geen passagiers in de bus en de bestuurder droeg schokabsorberende kleding. Het gat in de weg werd later met behulp van digitale animatie aangebracht. Het is zelfs mogelijk om te zien dat dit gat later is toegevoegd, omdat onder de brug een schaduw zichtbaar is van de weg zonder gat. 
De sprong zat overigens niet in het oorspronkelijke scenario, maar was een idee van regisseur Jan de Bont. Hij kwam op het idee toen hij even buiten Los Angeles vanuit zijn auto zag dat een segment van de in aanbouw zijnde Interstate 105 nog niet geplaatst was, waardoor er een gat in de weg zat.
De sprong is, net als de meeste snelwegscènes in de film, gefilmd op de Interstate 105 (die ook de Santa Monica Freeway moest voorstellen) in Californië. Toen de film werd gedraaid was deze weg nog niet officieel geopend voor het verkeer. De scènes op het vliegveld werden gefilmd op de Mojave Air and Space Port, dat Los Angeles International Airport moet voorstellen. Mojave wordt vanwege de locatie en vele mogelijkheden vaker gebruikt in speelfilms en televisieseries, waaronder Die Hard 2 en 24. De omgevingsachtergrond kon achteraf gemakkelijk met de computer worden toegevoegd, waardoor het lijkt alsof op de luchthaven van Los Angeles is gefilmd.
In totaal werden er zo'n twaalf bussen gebruikt, waarvan er twee explodeerden; een voor de sprong over de weg en een voor de scènes met hoge snelheid. Ook werd er een gebruikt voor de "rustige" busscènes. De sprong met de bus werd twee keer gedaan omdat de bus de eerste keer te zacht neerkwam.

### Speed 2: Cruise Control
Het vervolg van de film, Speed 2: Cruise Control speelt zich af op een cruiseschip en werd uitgebracht in 1997. De enige terugkerende actrice was Sandra Bullock. Willem Dafoe speelt hierin de schurk en de nieuwe held en liefde van Annie wordt gespeeld door Jason Patric. De film was zowel kritisch als commercieel een flop. In tegenstelling tot Speed won de sequel geen "positieve" prijzen; wel kreeg het vervolg zeven nominaties voor een Golden Raspberry Award, waarvan er één werd verzilverd, voor het "slechtste vervolg op een film". Zowel het scenario als de prestaties van de acteurs en regisseur werden afgekraakt; toch waren de opbrengsten 50% hoger dan het budget.

## Analyse

### Tijd en plaats

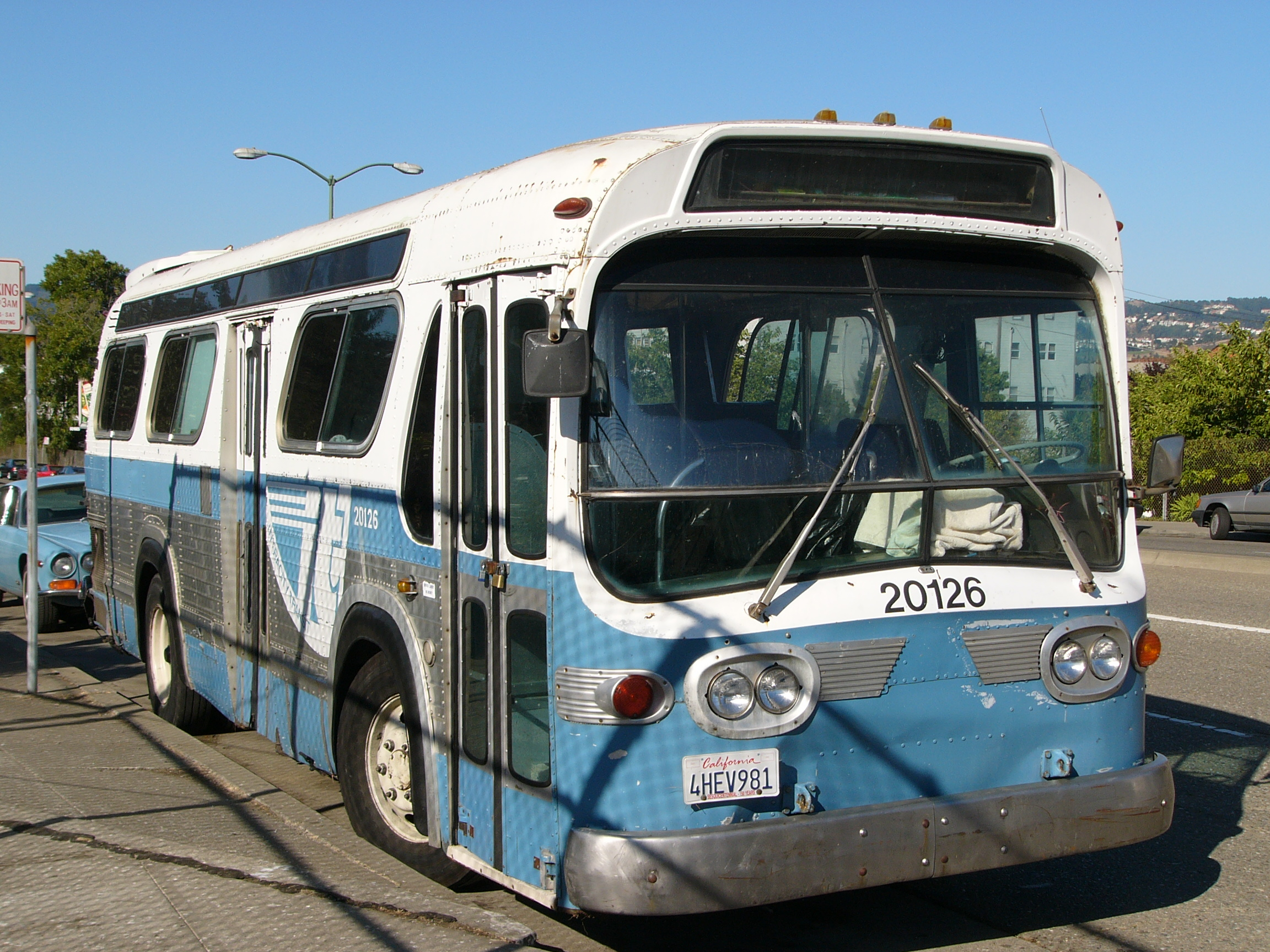
Een GMC-bus van hetzelfde type als in de film werd gebruikt.

De film speelt zich waarschijnlijk midden of eind jaren 90 van de twintigste eeuw af. Eén keer wordt gerefereerd aan het jaar 1989, waarin Howard Payne was verbonden aan een politiekorps; hierdoor is het zeker dat de film zich pas ná 1989 afspeelt. Hoeveel tijd er zit tussen de lift- en busramp is niet duidelijk, maar het zouden enkele jaren kunnen zijn; dit is gebaseerd op het feit dat Payne aan Jack laat weten dat hij "maar liefst twee jaar nodig heeft gehad om de liftramp voor te bereiden".
Een belangrijk object in de film, dat de tijd waarin deze afspeelt kan aanwijzen, is de bus zelf. Voor de film werd een Big Blue Bus gebruikt, van de zogenaamde General Motors "New Look"-klasse, die tussen 1959 en 2005 operationeel waren in Los Angeles. De naam van de vervoerder en enkele getallen komen echter niet overeen met de werkelijkheid. De combinatie van de al genoemde referentie naar het jaar 1989 en de jaren dat dit type bus in gebruik was doen vermoeden dat de film zich aan het einde van de twintigste eeuw afspeelt.
De film speelt zich af in Los Angeles. De liftscène werd opgenomen in Fox Plaza, dat vaker dienstdeed als locatie voor andere films. De metroscènes werden onder andere opgenomen in het daar gelegen metrostation Union Station.

### Overeenkomsten tussen de drie locaties
Speed bestaat feitelijk uit drie verschillende actiescènes: de lift, de bus en de metro. Hoewel de scènes zich op andere locaties afspelen, vertonen ze op enkele plaatsen overeenkomsten met elkaar. Zo probeert Howard Payne in de goederenlift Jack en Harry neer te schieten door met een geweer kogels af te vuren die door het liftplafond heen gaan. Eenzelfde situatie doet zich voor in de metro, waarin Traven op het dak ligt en Payne door het dak op hem schiet. Verder doet zich in beide scènes een tweede gelijksoortige situatie zich voor: in de lift is het Harry die door Payne onder schot gehouden wordt, in de metro is dit Annie; beide hebben op een of andere manier een relatie met Jack.
Ook de bus- en metroscène vertonen gelijkenissen. Op een gegeven moment constateert men dat er een stuk weg ontbreekt, waar de bus uiteindelijk met hoge snelheid overheen "vliegt". Ook in de metrotunnel blijkt een stuk te ontbreken, zij het dat dit stuk buiten het spoor ligt dat in gebruik is. Dit laatste blijkt uiteindelijk de redding voor Jack en Annie: omdat dit spoor naar boven leidt komt het metrostel boven de grond op straat terecht en slaan ze niet te pletter.
Tot slot bestaat er een verband tussen alle drie de scènes, die tevens de titel verklaart: snelheid. Deze snelheid zit hem zowel in de wijze waarop de drie objecten (lift, bus en metro) zich voortbewegen, als in de handelwijze van de betrokkenen: continu wordt naar oplossingen en mogelijkheden gezocht om onschuldige bus- en liftpassagiers in veiligheid te brengen en de veroorzaker van de problemen (Howard Payne) te slim af te zijn en op te sporen.

### Onderlinge relaties personages
In principe draait de film om twee personages: Howard Payne en Jack Traven. Zij leren pas van elkaars bestaan na de bijna-ramp met de lift, waarbij tevens Paynes haat ten opzichte van Traven ontstaat, die ervoor zorgde dat Paynes afpersingszaakje mislukte. Payne richt zich daarna op Jack persoonlijk, waarbij onschuldige personen omkomen, waaronder een met Traven bevriende buschauffeur. Het daaropvolgende telefoontje van Payne aan Traven maakt de laatste duidelijk dat Payne hem persoonlijk verantwoordelijk houdt voor het mislukken van de eerdere afpersingszaak met de lift.
Deze voorgeschiedenis leidt tot een zich snel achter elkaar afspelende reeks gebeurtenissen. Chauffeur Sam is met zijn bus Paynes doelwit geworden en komt in contact met Jack, die hem probeert te waarschuwen voor de bom onder de bus. Nadat Jack in de bus is gesprongen en Sam is neergeschoten leren Annie en Jack elkaar kennen. De relaties tussen de buspassagiers versterken zich ook door het feit dat ze allemaal hetzelfde meemaken. Op het eerste gezicht vervelende passagiers als Stephens laten hun betere zijde zien als ze zich realiseren dat dit de laatste dag van hun leven kan zijn. 
Dat men elkaar helpt en steunt is onder andere terug te zien in de scène waarin de door een kogel geraakte buschauffeur wordt bijgestaan door een drietal passagiers. Ook Jack wordt door een aantal personen geholpen als hij onder de bus hangt om de bom nader te inspecteren en een poging doet hem onschadelijk te maken. Als dit uiteindelijk mislukt en Jack door de hoge snelheid van de bus onder de wielen terecht dreigt te komen, proberen de anderen hem te helpen. Daar speelt natuurlijk ook een deel eigenbelang in mee: Jack is in hun ogen de enige man in de bus die een ramp kan voorkomen en de passagiers in veiligheid kan brengen.
Na alles wat ze doorgemaakt hebben, ontstaat er een hechte band tussen Jack en Annie. Eerder zei Annie aan Jack dat hij zich niet te romantisch tegen haar moest gedragen, want "relaties die ontstaan onder extreme situaties duren nooit lang". Aan het einde van de film waarschuwt Jack haar hier dan ook voor, maar ze besluiten toch maar een relatie met elkaar aan te gaan.

## Filmmuziek
De titelnummer van de film, "Speed", is geschreven en uitgevoerd door Billy Idol. De nummers van de soundtrack met een referentie zijn in de film te horen.
1. Speed uitgevoerd door Billy Idol[9]
2. A Million Miles Away uitgevoerd door The Plimsouls[9]
3. Soul Deep uitgevoerd door Gin Blossoms[9]
4. Let's Go For A Ride uitgevoerd door Cracker
5. Go Outside and Drive uitgevoerd door Blues Traveler
6. Crash uitgevoerd door Ric Ocasek
7. Rescue Me uitgevoerd door Pat Benatar
8. Hard Road uitgevoerd door Rod Stewart
9. Cot uitgevoerd door de Carnival Strippers[9]
10. Cars uitgevoerd door Gary Numan
11. Like a Motorway uitgevoerd door Saint Etienne
12. Mr. Speed uitgevoerd door Kiss

## Citaten

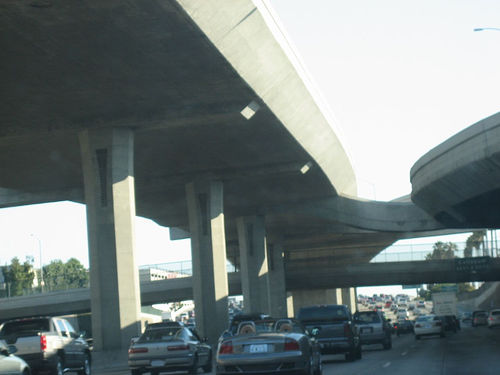
Deel van de Interstate 110, waarover de bus in de film rijdt.

- Jack: It's a game. If he gets the money he wins, if the bus blows up he wins. (Het is een spel. Als hij het geld krijgt wint-ie, als de bus ontploft wint-ie.)

Annie: What if you win? (Wat als jij wint?)
Jack: Then tomorrow we'll play another one. (Dan zullen we morgen een ander spel spelen.)
Annie: But I'm not available to drive tomorrow. Busy. (Maar ik kan morgen niet rijden. Druk.)
Jack en Annie over de situatie waarin ze terecht zijn gekomen. Vooral Annie is redelijk nuchter onder de situatie en steunt Jack die moeite heeft om alles in goede banen te leiden.
- Annie: So you're a cop, right? (Dus jij bent een agent, hè?)

Jack: That's right. (Dat klopt.)
Annie: Well, I should probably tell you that I'm taking the bus because I had my driver's license revoked. (Nou, ik kan je maar beter vertellen dat ik de bus nam omdat mijn rijbewijs is ingenomen.)
Jack: What for? (Waarvoor?)
Annie: Speeding. (Te hard rijden.)
Annie tegen Jack terwijl ze de bus bestuurt. Het geeft de korte conversaties weer die Jack en Annie hebben terwijl ze ondertussen met veel problemen te kampen hebben: onenigheden tussen passagiers, laag brandstofniveau, een stuk weg dat ontbreekt, enz.
- Stephens: [Dismayed] We're at the airport. ([Ontzet] We zijn op het vliegveld.)

Ortiz: Yeah, so? (Ja, dus?)
Stephens: I already seen the airport. (Ik heb het vliegveld al gezien.)
Stephens tegen Ortiz als de bus het vliegveld nadert, waar de reddingsactie gaat beginnen. Het toont de sfeer in de bus. Iedereen ergert zich aan elkaar en wil het liefst zo snel mogelijk naar huis.